# アメリカ合衆国エネルギー省

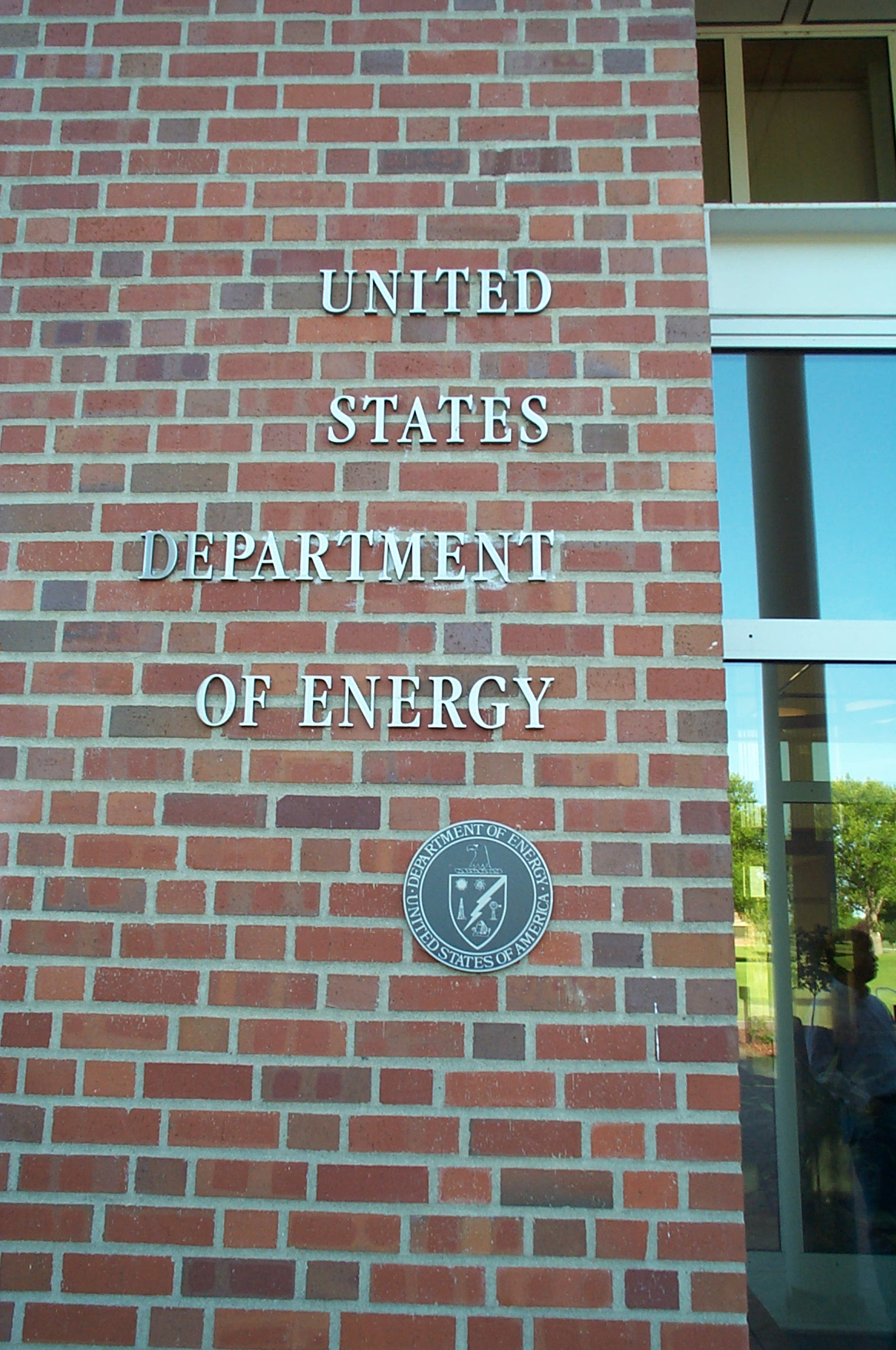
パシフィック・ノースウェスト国立研究所で見られるアメリカ合衆国エネルギー省のロゴマーク

アメリカ合衆国エネルギー省（アメリカがっしゅうこくエネルギーしょう、英: United States Department of Energy、略称: DOE）は、アメリカ合衆国連邦政府で、エネルギーと原子力を所管する行政機関。核兵器の製造や管理についても、アメリカ合衆国国防総省やアメリカ軍とともに関与する。

## 歴史
第二次世界大戦における日本への原子爆弾投下につながるマンハッタン計画が終了した後の1946年に設立されたアメリカ原子力委員会（AEC）を前身とする。1973年のオイルショック後再編され、1977年10月1日にエネルギー省が発足した。冷戦後は予算が大幅に縮小されたが、近年再び増加している。
2024年4月10日には、核融合研究で日本の文部科学省と戦略的パートナーシップを締結するという共同声明を発表した。

## 組織
連邦エネルギー規制委員会 (Federal Energy Regulatory Commission、略称：FERC) はエネルギー省内の独立規制機関であり、電力及びガス事業に対する規制・監督を行っている。同省は石油の戦略備蓄の管理も行っている。
- エネルギー長官（Secretary of Energy）
  - エネルギー副長官（Deputy Secretary）
  - エネルギー次官補 (国際問題担当)
  - エネルギー次官補 (議会および政府間関係担当)
  - エネルギー高等研究計画局 (ARPA-E)
  - エネルギー情報局 (Energy Information Administration)
  - 諜報・防謀局 (Office of Intelligence and Counterintelligence)
  - 連邦エネルギー規制委員会（Federal Energy Regulatory Commission）

注：アメリカ合衆国原子力規制委員会（NRC：Nuclear Regulatory Commission）はエネルギー省から独立した組織である。
- 核安全保障担当次官　Office of the Under Secretary for Nuclear Security）
  - 国家核安全保障局（NNSA：National Nuclear Security Administration）
    - 国防核不拡散部（Office of Defense Nuclear Nonproliferation）
    - 国防計画部（Office of Defense Programs）
    - 核備蓄管理プログラム（SSP：Stockpile Stewardship Program）
    - 先端シミュレーション・コンピューティング・プログラム（Advanced Simulation and Computing Program）
    - 海軍原子炉部（Naval Reactors Propulsion Program）
    - 緊急作戦部（Office of Emergency Operations）
      - 核緊急支援隊（NEST：Nuclear Emergency Support Team）

    - 国防核安全保障部（Office of Defense Nuclear Security）
    - 環境管理部（Office of Environmental Management）
- 科学・イノベーション担当次官（Office of the Under Secretary for Science　and Innovation）
  - 北極エネルギーオフィス（Artic Energy Office）
  - 重要技術及び新興技術局（Advanced Scientific Computing Research）
  - エネルギー効率および再生可能エネルギー局　(Office of Energy Efficiency and Renewable Energy)
  - 電力局（Office of Electricity）
  - 化石エネルギーおよび炭素管理局　(Office of Fossil Energy for Fossil Carbon Management)
  - 原子力エネルギー局 (Office of Nuclear Energy)
  - 科学局（Office of Scientists）
- インフラ担当次官（Office of the Under Secretary of Energy for Infrastructure）
  - 国立研究所運営委員会（National Laboratory Operations Board）
  - 環境・健康・安全・安全保障担当次官補　(Associate Under Secretary of Energy (Environment, Health, Safety and Security)
  - クリーンエネルギー実証局（Office of Clean Energy Demonstrations）
  - 原子力エネルギー部（Office of Nuclear Energy）
  - 連邦エネルギー管理プログラム局　(Office of Federal Energy Management Programs)
  - サイバーセキュリティ、エネルギーセキュリティ、エネルギー対応局　(Office of Cybersecurity, Energy Security, & Energy Response)
  - インドエネルギー政策・プログラム部（Office of Indian Energy Policy and Programs）
  - 州およびコミュニティエネルギープログラム局　(Office of State and Community Energy Programs)
  - ボンネビル電力部（Bonneville Power Administration）
  - 南東部電力部（Southwestern Power Administration）
  - 南西部電力部（Southeastern Power Administration）
  - 西部電力部（Western Area Power Administration）

ロスアラモス等の国立研究所、およびネバダ核実験場は同省が所有している。国立研究所は、エネルギー省が所有し、同省との契約のもと大学・企業等が運営している（GOCO: Government Owned, Contractor Operated）。
- アイダホ国立研究所
- アルゴンヌ国立研究所
- エイムズ国立研究所
- エネルギーテクノロジー研究所
- オークリッジ国立研究所
- 再生可能エネルギー研究所
- サバンナ川国立研究所
- サンディア国立研究所
- SLAC国立加速器研究所（旧名称：スタンフォード線形加速器センター）
- トーマス・ジェファーソン国立加速器施設
- パシフィックノースウェスト国立研究所
- フェルミ国立加速器研究所
- プリンストンプラズマ物理学研究所
- ブルックヘブン国立研究所
- ローレンス・バークレー国立研究所
- ローレンス・リバモア国立研究所
- ロスアラモス国立研究所